# 天順 (李朝)
天順（てんじゅん、Thiên Thuận、ティェントゥァン）は、ベトナム、李朝の神宗李乾徳の治世で使われた元号。1128年 - 1132年。

## 西暦等との対照表
| 天順 | 元年    | 2年     | 3年     | 4年      | 5年     |
| 西暦 | 1128年  | 1129年  | 1130年  | 1131年   | 1132年  |
| 干支 | 戊申    | 己酉    | 庚戌    | 辛亥     | 壬子    |
| 南宋 | 建炎2年 | 建炎3年 | 建炎4年 | 紹興元年 | 紹興2年 |